# Collar de Perlas (álbum de Marbelle)
Collar de Perlas es el nombre dado al álbum debut de la cantante, actriz, jurado musical, compositora y presentadora colombiana Marbelle. Fue lanzado en el año 1996 en asociación con la empresa musical Sonolux. Este álbum fue la consolidación como cantante de Marbelle.
Los temas más exitosos de este álbum fueron: Collar de Perlas, Estoy en la Olleta, Gaviota Traidora .
Este álbum se convirtió en un gran éxito tanto en Colombia como en países como México, Estados Unidos, Venezuela y Ecuador. El álbum vendió más de 490.000 copias, considerando a Marbelle como la artista con mayor proyección en Colombia en 1996.
Actualmente el álbum cuenta con 950.000 copias vendidas desde su lanzamiento convirtiéndose en el álbum y único hasta la fecha el más vendido en la trayectoria de Marbelle.

## Lista de canciones
| N.º | Título                 | Música   | Duración |  |
| 1.  | «Collar de Perlas»     | Marbelle | 3:14     |  |
| 2.  | «Gaviota Traidora»     | Marbelle | 2:48     |  |
| 3.  | «Me Quiero Morir»      | Marbelle | 3:29     |  |
| 4.  | «Ándale»               | Marbelle | 2:49     |  |
| 5.  | «Puente Roto»          | Marbelle | 3:29     |  |
| 6.  | «Estoy en la Olleta»   | Marbelle | 2:45     |  |
| 7.  | «Anselma»              | Marbelle | 3:50     |  |
| 8.  | «Mujer de una Palabra» | Marbelle | 2:43     |  |
| 9.  | «Cruz de Madera»       | Marbelle | 3:08     |  |
| 10. | «Busca Otro Amor»      | Marbelle | 2:33     |  |
| 11. | «Marbelle Mix»         | Marbelle | 5:56     |  |

- Datos: Q20758162